# Joe Medicine Crow
Joseph Medicine Crow (česky Josef Šamanská Vrána, 27. října 1913 Lodge Grass – 3. dubna 2016 Billings) byl poslední indiánský válečný náčelník, autor a historik z kmene Vraních Indiánů. Jeho spisy o historii domorodých Američanů a kultuře rezervací jsou považovány za klíčová díla, ale známější je pro své spisy a přednášky týkající se bitvy u Little Bighornu v roce 1876. Během druhé světové války obdržel za službu bronzovou hvězdu a Řád čestné legie a v roce 2009 prezidentskou medaili za svobodu .
Je považován za posledního indiánského válečného náčelníka z Velkých plání a byl posledním žijícím Indiánem, který se osobně znal s účastníky bitvy u Little Bighornu.

## Životopis

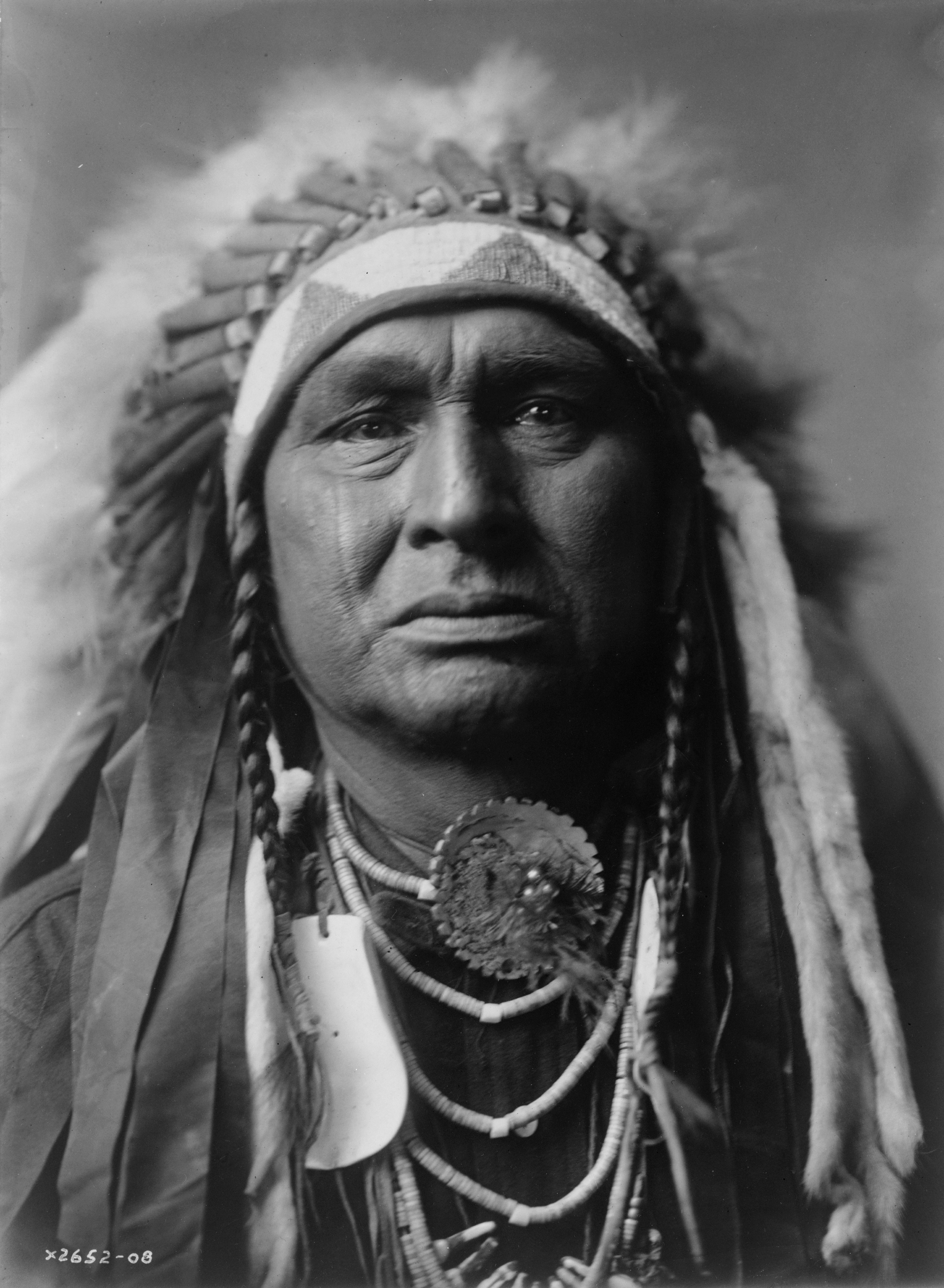
Bílý muž ho vede (foto: Edward S. Curtis, cca 1908)

### Mládí
Joseph Medicine Crow (v jazyce svého kmene Vysoký pták) se narodil v roce 1913 v rezervaci Vraních Indiánů poblíž Lodge Grass ve státě Montana, Leovi Medicine Crowovi a Amy Yellowtail (Žlutému ohonu). Leův otec byl velmi uznávaným a ctěným náčelníkem, který se ve věku 22 let stal válečným náčelníkem.
Josephův nevlastní děd z matčiny strany, Bílý muž ho vede, byl skautem amerického generála George Armstronga Custera a očitým svědkem bitvy u Little Bighornu v roce 1876. Joeova sestřenice byla Pauline Small, první žena zvolená do úřadu za Vraní Indiány.

### Vzdělání
Když byl mladý, Crow slyšel přímé ústní svědectví o bitvě u Little Bighornu v roce 1876 od nevlastního děda, který byl skautem generála George Armstronga Custera.
Od roku 1929 navštěvoval přípravný kurz na Bacone College v Muskogee v Oklahomě, kde dokončil studia jako diplomovaný specialista na umění v roce 1936. Pokračoval studiem sociologie a psychologie a v roce 1938 získal bakalářský titul na Linfield College v McMinnville ve státě Oregon. V roce 1939 získal magisterský titul z antropologie na University of Southern California v Los Angeles; byl prvním členem svého kmene, který získal magisterský titul. Jeho diplomová prace „Vliv kontaktu evropské kultury na hospodářský, sociální a náboženský život Vraních Indiánů“ se stala respektovanou prací o kultuře kmene. Doktorandské studium nedokončil kvůli vstupu USA do druhé světové války. Crow vyučoval na Indiánské škole Chemawa ve školním roce 1941/42.

### Druhá světová válka
Druhou polovinu roku 1942 strávil jako pracovník loděnic v Bremertonu ve státě Washington. V roce 1943 se připojil k americké armádě. Stal se skautem v 103. pěší divizi a bojoval ve druhé světové válce. Kdykoli šel do bitvy, nosil pod uniformou válečné barvy (dva červené pruhy na pažích) a pod helmou posvátné žluté malované orlí pírko.
Crow ve válce splnil všechny čtyři úkoly potřebné k tomu, aby se stal válečným náčelníkem (counting coup): dotknout se nepřítele, aniž by ho zabil, vzít nepřátelskou zbraň, vést úspěšnou válečnou výpravu a ukrást nepřátelského koně. Dotkl se živého nepřátelského vojáka a odzbrojil ho poté, co zahnul za roh a ocitl se tváří v tvář mladému německému vojákovi:
Vedl také úspěšnou válečnou výpravu a ukradl padesát koní ve vlastnictví nacistické SS z německého tábora za zpěvu tradiční písně cti Vraních Indiánů.
Medicine Crow je posledním členem svého kmene, který se stal válečným náčelníkem. Rozhovor s ním se objevil v dokumentárním seriálu Kena Burnse The War z roku 2007, kde popisuje svou službu za druhé světové války.

### Kmenový mluvčí
Po službě v armádě se Medicine Crow vrátil do agentury Vraních Indiánů. V roce 1948 byl jmenován kmenovým historikem a antropologem.
Crow byl zakládajícím členem Little Bighorn College a Historického centra Buffalo Billa v Cody ve státě Wyoming v roce 1976.
Jako historik byl Medicine Crow „strážcem vzpomínek“ svého kmene. Příběhy a fotografie svého lidu uchovával v archivu ve svém domě a garáži. Mezi jeho knihy patří Příběh migrace Vraních Indiánů, Medicine Crow, Sbírka zákonů a smluv Vraních Indiánů či Ze srdce Vraní domoviny. Napsal také knihu pro děti s názvem Statečný vlk a pták bouřlivák.

### Úmrtí
Medicine Crow pokračoval v psaní a přednášení na univerzitách a ve veřejných institucích až do své smrti, ve věku 102 let, dne 3. dubna 2016. Zemřel v hospici v Billings ve státě Montana. Přežil ho jeho jediný syn Ron Medicine Crow, dcery Vernelle Medicine Crow a Diane Reynolds a nevlastní dcera Garnet Watan.

## Vyznamenání
- Crow získal čestné doktoráty od Rocky Mountain College v roce 1999, jeho alma mater Univerzity Jižní Kalifirnie v roce 2003 a Bacone College v roce 2010.
- Jeho monografie Counting Coup: Jak jsem se stal náčelníkem Vraních Indiánů v rezervaci i mimo ni, byl v roce 2007 vybrán Národní radou pro sociální studia jako „pozoruhodná knihou pro mladé lidi“.
- Dne 25. června 2008 obdržel Crow Crow dvě vojenská vyznamenání: bronzovou hvězdu za svou službu v americké armádě a francouzskou medaili Čestné legie, rovněž za službu během druhé světové války.
- 17. července 2008 byl navržen na Zlatou medaili Kongresu; návrh však nezískal požadovanou podporu dvou třetin senátu.
- 12. srpna 2009 Crow obdržel prezidentskou medaili svobody (nejvyšší civilní vyznamenání udělované ve Spojených státech) od prezidenta Baracka Obamy.